# The Woman in the Yard
The Woman in the Yard ist ein US-amerikanischer Horrorthriller von Regisseur Jaume Collet-Serra, der am 27. März 2025 in die deutschen und am darauffolgenden Tage in die US-amerikanischen Kinos kam. In der Hauptrolle verkörpert Danielle Deadwyler eine Witwe, die gemeinsam mit ihren beiden Kindern in einem Landhaus lebt und dort von einer mysteriösen Frau heimgesucht wird.

## Handlung
Auch einige Wochen nach einem verheerenden Autounfall hat Ramona den Verlust ihres Ehemannes David noch nicht verarbeitet. Gemeinsam mit ihren zwei Kindern lebt sie in einem abgelegenen Landhaus, wo sich der ältere Sohn Taylor um den Haushalt kümmern und als Vaterfigur für seine sechsjährige Schwester Annie fungieren muss. Ramona, selbst noch durch Krücken in ihrer Mobilität beschränkt, ist mit der Situation überfordert und schafft es nicht, offene Rechnungen zu bezahlen. So fällt eines Tages der Strom aus, wodurch kein Kontakt mehr zur Außenwelt besteht, das Auto springt nicht mehr an und auch das Futter für den Familienhund Charlie ist zur Neige gegangen.
Taylor bemerkt eines Tages eine in Schwarz gekleidete Frau, die regungslos auf dem Grundstück sitzt. Ramona weist ihre Kinder an, das Haus nicht zu verlassen, während sie selbst rausgeht, um die Unbekannte anzusprechen. Die Frau scheint zunächst verwirrt zu sein, spricht aber davon, dass der Tag gekommen sei, und droht Ramonas Kindern. Verängstigt verbarrikadiert die Familienmutter daraufhin das Haus und beobachtet mit ihren Kindern, wie sich die mysteriöse Frau in den folgenden Stunden Stück für Stück dem Anwesen nähert.
Ramonas Verhalten gegenüber ihren beiden Kindern verschärft sich. Immer wieder hat sie Erinnerungen an den Autounfall und eine seltsame Vision, in der sie Annie vermeintlich mit einem Messer tötet. Obwohl sie ihre Kinder angewiesen hat, im Haus zu bleiben, widersetzt sich Taylor dem Willen seiner Mutter und konfrontiert die mysteriöse Frau auf eigene Faust mit dem Gewehr seines Vaters. Die Unbekannte scheint allerdings über sein Leben Bescheid zu wissen und offenbart ihm, dass seine Mutter bezüglich des Unfalls gelogen hat und selbst am Steuer saß. Ramona flüchtet später mit ihren beiden Kindern auf den Dachboden, da die Frau als Schatten ins lichtdurchflutete Haus eindringen konnte.
Als die mysteriöse Frau Annie in ihre Gewalt bringt, betritt Ramona ungewollt eine Spiegelwelt, in der sie mit David glücklich wiedervereint ist. Sie selbst erwacht im Anschluss als Unbekannte auf der Wiese und durchlebt die Geschehnisse erneut aus anderer Perspektive. Es stellt sich heraus, dass die mysteriöse Frau eine Projektion ihrer eigenen Depressionen ist, die Ramona nun zum Suizid verführen möchte. Die Familienmutter schickt ihre Kinder weg und nimmt sich das Gewehr ihres Mannes. Später trifft sie in der Spiegelwelt auf ihre Kinder wieder.

## Produktion
Der Horrorthriller The Woman in the Yard wurde im Februar 2024 von Blumhouse offiziell angekündigt. Das Drehbuch wurde von Sam Stefanak geschrieben und landete zuvor 2020 auf Hollywoods Black List der besten umverfilmten Drehbücher. Die Regie übernahm der Spanier Jaume Collet-Serra, während Jason Blum und Stephanie Allain als Produzenten fungierten.
Die Hauptrolle der Familienmutter Ramona wurde mit Danielle Deadwyler besetzt, die am Film auch als Executive Producer mitwirkte. Die Schauspielerin erlangte zuvor durch ihre Hauptrolle in der Filmbiografie Till – Kampf um die Wahrheit (2022) größere Bekanntheit und arbeitete mit Regisseur Collet-Serra bereits am Netflix-Film Carry-On (2024) zusammen. In weiteren Nebenrollen schlossen sich Russell Hornsby als Ehemann David, Okwui Okpokwasili als Titelfigur und Peyton Jackson sowie Estella Kahiha als Kinder Taylor und Annie der Besetzung an.
Die Dreharbeiten mit Kameramann Pawel Pogorzelski erfolgten von April bis Mai 2024 in Georgia. Es handelte sich um die erste größere Produktion, die in den neueröffneten Filmstudios in Athens gedreht wurde. Weitere Aufnahmen erfolgten in der benachbarten Stadt Bostwick. Das Produktionsbudget betrug rund zwölf Millionen US-Dollar. Die Filmmusik komponierte der Schotte Lorne Balfe.
Ein erster Trailer zum Film wurde am 14. Januar 2025 veröffentlicht; ein zweiter folgte am 3. März 2025. The Woman in the Yard sollte ursprünglich am 10. Januar 2025 durch Universal in die US-amerikanischen Kinos kommen, ehe der Starttermin auf den 28. März verschoben wurde. Ein Kinostart in Deutschland erfolgte bereits einen Tag zuvor.

## Synchronisation
Die deutschsprachige Synchronisation entstand nach einem Dialogbuch von Marius Clarén und unter der Dialogregie von Patrick Baehr bei RC Production.
| Rolle    | Darsteller         | Synchronsprecher    |
| -------- | ------------------ | ------------------- |
| Ramona   | Danielle Deadwyler | Meike Finck         |
| Taylor   | Peyton Jackson     | Jaron Müller-Schuch |
| Annie    | Estella Kahiha     | Romina Köhler       |
| David    | Russell Hornsby    | Matti Klemm         |
| Die Frau | Okwui Okpokwasili  | Annabelle Mandeng   |

## Rezeption

### Altersfreigabe
In den Vereinigten Staaten erhielt The Woman in the Yard von der MPA aufgrund des Schreckens, einigen gewalttätigen und blutigen Bildern, der Suizid-Thematik und der Sprache ein PG-13-Rating. In Deutschland vergab die FSK eine vergleichsweise höhere Freigabe ab 16 Jahren. In der Begründung heißt es, der Film habe eine durchgängig bedrückende Atmosphäre und behandle Themen wie Trauer, Verlust und Depressionen. Vereinzelt komme es zu intensiven Bedrohungen und drastischen Gewaltdarstellungen, während es kaum Entlastungsmomente gebe und insbesondere die jungen Kinder der Frau der bedrohlichen Grundsituation ausgeliefert seien. Dennoch könnten Jugendliche ab 16 Jahren den Film als symbolhafte Horrorgeschichte betrachten.

### Kritiken
The Woman in the Yard konnte 40 % der 72 bei Rotten Tomatoes gelisteten Kritiker überzeugen. Die Prämisse verspreche dabei jede Menge Grusel und auch Danielle Deadwyler liefere eine engagierte Darbietung ab, doch die plumpe Metapher lasse nur wenig Raum für Schrecken oder Überraschungen, so das Kritikerfazit. Bei Metacritic erhielt der Film basierend auf 17 Rezensionen einen Metascore von 51 von 100 möglichen Punkten.
Als stilvoller Horrorfilm voller Metaphern wird The Woman in the Yard von Frank Scheck in seiner Filmkritik für den Hollywood Reporter beschrieben. Der nachdenkliche, gemächliche Gruselfilm verlasse sich eher auf eine subtile Atmosphäre statt auf die üblichen Stilmittel, wodurch The Woman in the Yard an Twilight-Zone-Episoden oder Jordan-Peele-Film erinnere. Einige Genrefans werden von der Langsamkeit des Films und der kryptischen Natur des Drehbuchs von Sam Stefanak möglicherweise enttäuscht sein, doch an zerebralem Horror interessierte Zuschauer würden belohnt werden. Für die beachtlichen thematischen Ambitionen verdiene The Woman in the Yard Anerkennung, da Jaume Collet-Serra mit seiner zurückhaltenden Regie in einem übersättigten Genre etwas Anderes versuche und sich vom Mainstream-Horror abhebe. Daneben hebt Scheck die schöne Kameraarbeit und die hervorragenden Schauspielleistungen positiv hervor.
Deutlich kritischere Worte findet Mike McCahill vom Guardian, für den The Woman in the Yard einiges an Albtraumpotenzial vergeude. Etwa eine Stunde lang sei der Film faszinierend, wobei der Zuschauer nicht wisse, woran er ist, und einiges liege in der Luft. Das Drehbuch sei immer dann am stärksten, wenn es sich hin zur Folklore neige, während die Bilder von Pawel Pogorzelski an eine unheimliche Andrew-Wyeth-Schönheit erinnern würden. Die Elemente, mit denen The Woman in the Yard jongliere, würden sich im Verlauf der Handlung allerdings oftmals als altbekannt entpuppen. Die grundlegende Klarheit gehe verloren und die Geschichte werde zunehmend verwirrend, auch wenn Hauptdarstellerin Danielle Deadwyler glaubwürdig erschütternd bleibe.
Enttäuschst zeigt sich auch Owen Gleiberman von Variety, für den es an Energie fehle, um das Publikum nachhaltig erschüttern zu können. The Woman in the Yard wirke wie ein Spukhausfilm der alten Schule, der langsam erzählt sei und keinerlei Tricks im Petto habe. Die Geschichte sei dünn und genauso vorhersehbar wie bei anderen Genrevertretern, erzeuge kaum Angstfaktor und wirke wie ein minimalistischer Abklatsch von Shining. Innerhalb der Darstellerriege gebe es dabei keinerlei Abwechslung, während sich ihre Figur durch die üblichen Klischee-Probleme wühlen müssten. Depressionen als Thema seien zwar grundsätzlich ein guter Ansatz, doch ein depressiver Film keine gelungene Umsetzung.

### Einspielergebnis
Am Startwochenende belegte The Woman in the Yard in den Vereinigten Staaten mit Einnahmen in Höhe von 9,5 Millionen US-Dollar den vierten Platz der US-amerikanischen Kino-Charts. Die weltweiten Einnahmen aus Kinovorführungen belaufen sich auf 23,3 Millionen US-Dollar.